# 花滩镇 (长宁县)
花滩镇，是中华人民共和国四川省宜宾市长宁县下辖的一个乡镇级行政单位。

## 行政区划
花滩镇下辖以下地区：
林园社区、三八村、大冲村、新光村、邓村、联心村、团结村、保平村、丰顶村、大坡村、石梁村、高滩村、丰坪村、中心村和宁春村。